# Collines Calédoniennes
Les collines Calédoniennes (Caledonian Highlands en anglais) sont de petites montagnes érodées situées au sud-est de la province canadienne du Nouveau-Brunswick.
Plusieurs rivières prennent leurs sources dans les collines, dont les Big Salmon, Chipoudy, Kennebecasis, Little, rivière Petitcodiac et Pollet.

## Géographie

### Topographie

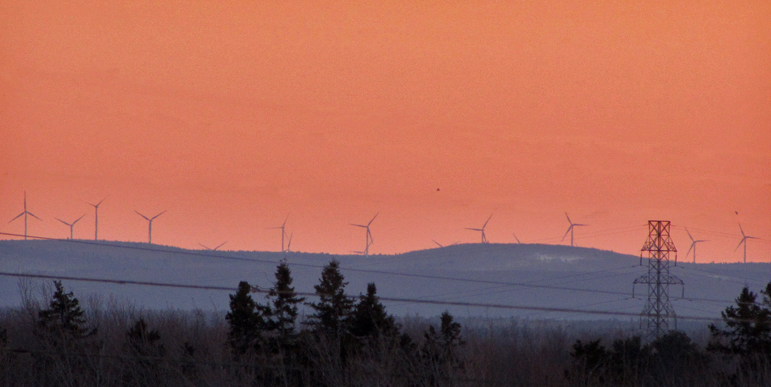
Parc éolien de Kent Hills sur les collines Kent

La chaîne est composée d'un plateau central ayant une altitude moyenne de 300 m et qui culmine environ à 400 m dans les collines Kent. Le centre de celui-ci est constitué d'une rangée ininterrompue de collines comprenant le mont Boyd, le mont Chipoudy, le mont Gideon, le mont Gowland, le mont Lewis, la colline Livingstone, le mont Pisgah ou encore le mont Polley. Il est bordé de tous les côtés de vallées profondes. Elles comprennent aussi le plus important karst de la province qui est situé à 2 km au sud de Berryton, dans la paroisse d'Hillsborough. Ce dernier possède des gouffres, des dolines et ainsi qu'un réseau de 300 m de grottes.

### Géologie
Les collines Calédoniennes sont composées de roches volcaniques felsiques à mafiques intercalées de quelques strates de roche métamorphique. Elles comprennent aussi quelques plutons granitiques de petite et moyenne tailles. Elles ont un âge estimé à 600 millions d'années, ce qui en fait les roches les plus vieilles de la province. Elles sont recouvertes par endroits de roches sédimentaires du Cambrien contenant des fossiles de trilobites ayant des affinités avec le Gondwana. Elles constituent un des lambeaux de l'ancien continent Avalonia, qui est entré en collision avec Laurentia au cours de l'orogenèse acadienne.

### Hydrographie
Les collines sont dépourvues de lacs de grandes dimensions. Elles comptent cependant un important réseau de cours d'eau. Les eaux s'écoulent dans trois directions différentes. L'ouest du plateau s'écoule vers la rivière Kennebecasis et le nord-est s'écoule vers la rivière Petitcodiac. Quant aux cours d'eau du sud, ils s'écoulent directement dans la baie de Chignectou dans des vallées profondes semblant parfois couper la chaîne en deux.

### Population
La région est plutôt rurale. Dans les contreforts ou sur les berges de la baie de Fundy se trouvent les villages et villes suivantes : Hillsborough, Petitcodiac, Riverside-Albert, Salisbury, St. Martins et Sussex.
Il y a tout de même beaucoup de hameaux, et le territoire est inclus dans les paroisses suivantes : Alma, Hillsborough, Hopewell, etc.

## Activités
Bien qu'une grande partie de la forêt ait été coupée, plusieurs parcs et réserves naturelles protègent les paysages, la faune et la flore de la région, dont le parc provincial des Rochers d'Hopewell, le parc national de Fundy, la réserve nationale de faune Shepody. Une station de ski se trouve au mont Polley, et la rivière Big Salmon est riche en saumon. Le chemin de fer Salem & Hillsborough permet d'admirer une partie des collines en train.